# Książę Cambridge

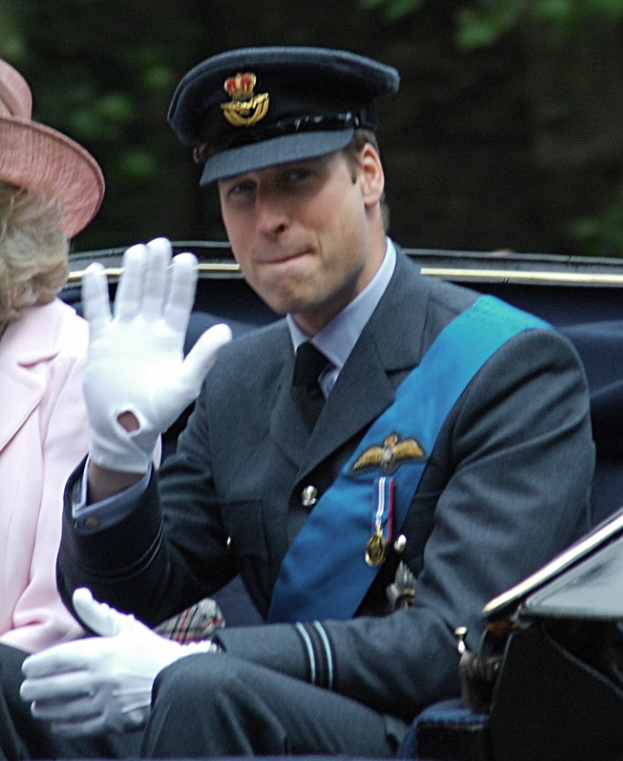
Wilhelm, książę Cambridge

Książę Cambridge (ang. Duke of Cambridge) diuk–tytuł arystokratyczny, nadawany kilkukrotnie członkom brytyjskiej rodziny królewskiej. Nazwa pochodzi od hrabstwa Cambridge w Anglii.
Po raz pierwszy tytuł ten został użyty w odniesieniu do Karola Stuarta (1660–1661), najstarszego syna Jakuba, księcia Yorku (późniejszego Jakuba II), chociaż nigdy formalnie nie otrzymał on tytułu. Obecnym księciem Cambridge jest książę Wilhelm, który otrzymał tytuł w dniu swojego ślubu z Catherine Middleton, 29 kwietnia 2011.

## Książęta Cambridge
Książęta Cambridge 1. kreacji (parostwo Anglii)
- 1664–1667 – Jakub Stuart, książę Cambridge

Książęta Cambridge 2. kreacji (parostwo Anglii)
- 1667–1671 – Edgar Stuart, książę Cambridge

Książęta Cambridge 3. kreacji (parostwo Anglii)
- 1706–1727 – Jerzy August, książę Walii

Książęta Cambridge 4. kreacji (parostwo Zjednoczonego Królestwa)
- 1801–1850 – Adolf Hanowerski
- 1850–1904 – Jerzy Hanowerski

Markizowie Cambridge 1. kreacji (parostwo Zjednoczonego Królestwa)
- 1917–1927 – Adolf Cambridge, 1. markiz Cambridge
- 1927–1981 – Jerzy Cambridge, 2. markiz Cambridge

Książęta Cambridge 5. kreacji (parostwo Zjednoczonego Królestwa)
- od 2011 – Wilhelm Mountbatten-Windsor, książę Cambridge